# エリック・ヤードリー
エリック・クリスチャン・ヤードリー（Eric Christian Yardley, 1990年8月18日 - ）は、アメリカ合衆国ワシントン州ベントン郡リッチランド出身のプロ野球選手（投手）。右投右打。

## 経歴

### プロ入りと独立リーグ時代
2013年、独立リーグであるペコス・リーグのタオス・ブリザードでプロ生活をスタートさせる。シーズン途中にトリニダード・トリガーズへ移籍し、2球団合計で7試合に登板して防御率2.89、10奪三振を記録した。

### パドレス時代
2013年7月21日にサンディエゴ・パドレスと契約した。契約後は傘下のアパラチアンリーグのルーキー級アリゾナリーグ・パドレスでプレーし、12試合に登板して2勝0敗2セーブ、防御率1.89、18奪三振を記録した。
2014年はA級フォートウェイン・ティンキャップスとAA級サンアントニオ・ミッションズでプレーし、2球団合計で46試合に登板して2勝4敗3セーブ、防御率2.95、59奪三振を記録した。
2015年はA+級レイクエルシノア・ストームとAA級サンアントニオでプレーし、2球団合計で52試合に登板して2勝5敗16セーブ、防御率2.97、50奪三振を記録した。オフにはアリゾナ・フォールリーグに参加し、ピオリア・ハベリーナズに所属した。
2016年はAA級サンアントニオとAAA級エル・パソ・チワワズでプレーし、2球団合計で49試合（先発2試合）に登板して3勝2敗4セーブ、防御率2.93、47奪三振を記録した。
2017年もAA級サンアントニオとAAA級エル・パソでプレーし、2球団合計で49試合に登板して3勝2敗6セーブ、防御率2.05、60奪三振を記録した。
2018年もAA級サンアントニオとAAA級エル・パソでプレーし、2球団合計で48試合に登板して5勝4敗1セーブ、防御率4.13、37奪三振を記録した。
2019年は開幕からAAA級エル・パソでプレー。8月21日にメジャー契約を結んでアクティブ・ロースター入りし、同日のシンシナティ・レッズ戦でメジャーデビュー。この年メジャーでは10試合に登板して0勝1敗、防御率2.31、7奪三振を記録した。オフの11月4日にDFAとなった。

### ブルワーズ時代
2019年11月15日にウェイバー公示を経てミルウォーキー・ブルワーズへ移籍した。
2020年は24試合に登板して、2勝0敗1ホールド、防御率1.54という好成績を残した。
2021年は17試合に登板したが防御率6.75と成績が悪化し、シーズン終了後の11月5日にFAとなった。

### カブス傘下時代
2022年1月24日シカゴ・カブスとマイナー契約を結んだ。AAA級アイオワ・カブスで5試合に登板したが、5試合にリリーフ登板して防御率17.36と全く結果を残せず、5月2日に自由契約となった。

### ブルージェイズ傘下時代
2022年5月24日にトロント・ブルージェイズとマイナー契約を結んだ。AAA級バッファローで32登板し、32.2回を投げ31奪三振を取り防御率4.13、3勝2敗だった。11月10日にFAとなった。

### ダイヤモンドバックス傘下時代
2023年1月25日にアリゾナ・ダイヤモンドバックスとマイナー契約を結んだ。3月24日に放出された。

## 詳細情報

### 年度別投手成績
| 年 度    | 球 団    | 登 板 | 先 発 | 完 投 | 完 封 | 無 四 球 | 勝 利 | 敗 戦 | セ 丨 ブ | ホ 丨 ル ド | 勝 率 | 打 者 | 投 球 回 | 被 安 打 | 被 本 塁 打 | 与 四 球 | 敬 遠 | 与 死 球 | 奪 三 振 | 暴 投 | ボ 丨 ク | 失 点 | 自 責 点 | 防 御 率 | W H I P |
| -------- | -------- | ----- | ----- | ----- | ----- | -------- | ----- | ----- | -------- | ----------- | ----- | ----- | -------- | -------- | ----------- | -------- | ----- | -------- | -------- | ----- | -------- | ----- | -------- | -------- | ------- |
| 2019     | SD       | 10    | 0     | 0     | 0     | 0        | 0     | 1     | 0        | 0           | .000  | 52    | 11.2     | 12       | 1           | 3        | 0     | 1        | 7        | 0     | 0        | 5     | 3        | 2.31     | 1.13    |
| 2020     | MIL      | 24    | 0     | 0     | 0     | 0        | 2     | 0     | 0        | 1           | 1.000 | 97    | 23.1     | 19       | 2           | 10       | 0     | 1        | 19       | 0     | 0        | 6     | 4        | 1.54     | 1.24    |
| 2021     | MIL      | 17    | 0     | 0     | 0     | 0        | 0     | 0     | 0        | 1           | ----  | 89    | 18.2     | 24       | 3           | 10       | 2     | 3        | 5        | 1     | 0        | 15    | 14       | 6.75     | 1.82    |
| MLB：3年 | MLB：3年 | 51    | 0     | 0     | 0     | 0        | 2     | 1     | 0        | 2           | .667  | 238   | 53.2     | 55       | 6           | 23       | 2     | 5        | 31       | 1     | 0        | 26    | 21       | 3.52     | 1.45    |

- 2022年度シーズン終了時

### 年度別守備成績
| 年 度 | 球 団 | 投手（P） | 投手（P） | 投手（P） | 投手（P） | 投手（P） | 投手（P） |
| 年 度 | 球 団 | 試 合     | 刺 殺     | 補 殺     | 失 策     | 併 殺     | 守 備 率  |
| ----- | ----- | --------- | --------- | --------- | --------- | --------- | --------- |
| 2019  | SD    | 10        | 1         | 3         | 0         | 0         | 1.000     |
| 2020  | MIL   | 24        | 0         | 3         | 0         | 0         | 1.000     |
| 2021  | MIL   | 17        | 0         | 9         | 0         | 1         | 1.000     |
| MLB   | MLB   | 51        | 1         | 15        | 0         | 1         | 1.000     |

- 2022年度シーズン終了時

### 背番号
- 54（2019年）
- 57（2020年 - 2021年）